# Andrea Pokorná (sportovní lezkyně)
Andrea Pokorná (* 1997) je česká reprezentantka ve sportovním lezení, mistryně ČR a juniorská mistryně ČR v lezení na obtížnost a rychlost, z horolezeckého oddílu Lezecký tým Pardubice.

## Výkony a ocenění

### Závodní výsledky
| Mistrovství České republiky | Mistrovství České republiky | Mistrovství České republiky | Mistrovství České republiky | Mistrovství České republiky | Mistrovství České republiky |
| Rok                         | 2013                        | 2014                        | 2015                        | 2016                        | 2017                        |
| --------------------------- | --------------------------- | --------------------------- | --------------------------- | --------------------------- | --------------------------- |
| Obtížnost                   | —                           | —                           | 3                           | 7                           | 7                           |
| Rychlost                    | 3                           | 3                           | 1                           | 2                           |                             |
| Bouldering                  | —                           | —                           | 12                          | —                           |                             |

| Český pohár | Český pohár | Český pohár   | Český pohár       | Český pohár |
| Rok         | 2014        | 2015          | 2016              | 2017        |
| ----------- | ----------- | ------------- | ----------------- | ----------- |
| Obtížnost   | 13          | 7             | —                 | 7           |
| jednotlivě  | -,10,-,-    | ,-,-,7        | —                 | 7,11,7,6    |
|             |             |               |                   |             |
| Rychlost    | —           | 1             | —                 |             |
| jednotlivě  | —           | ,             | —                 |             |
|             |             |               |                   |             |
| Bouldering  | —           | 12            | 14                |             |
| jednotlivě  | —           | 12,6,-,9,-,15 | 14,-,11,12,-,8,16 |             |

| Mistrovství ČR mládeže | Mistrovství ČR mládeže | Mistrovství ČR mládeže | Mistrovství ČR mládeže | Mistrovství ČR mládeže | Mistrovství ČR mládeže | Mistrovství ČR mládeže |
| Rok                    | 2010 kat. C            | 2011 kat. B            | 2012 kat. B            | 2013 kat. A            | 2014 kat. A            | 2015 juniorky          |
| ---------------------- | ---------------------- | ---------------------- | ---------------------- | ---------------------- | ---------------------- | ---------------------- |
| Obtížnost              | 2                      | 4                      | 2                      | 2                      | 5                      | —                      |
| Rychlost               | —                      | —                      | —                      | —                      | —                      | 1                      |

| Český pohár mládeže | Český pohár mládeže | Český pohár mládeže | Český pohár mládeže | Český pohár mládeže | Český pohár mládeže |
| Rok                 | 2010 kat. C         | 2011 kat. B         | 2012 kat. B         | 2013 kat. A         | 2014 kat. A         |
| ------------------- | ------------------- | ------------------- | ------------------- | ------------------- | ------------------- |
| Obtížnost           | 6                   | 4                   | 4                   | 3                   | 4                   |
| jednotlivě (0/4/7)  | 4,5,5,7,6           | ,4,4,5,4            | ,5,,4,,,5           | 4,,4,,              | -,5,,,6,5           |